# Rhoptropus
Rhoptropus – rodzaj jaszczurek z rodziny gekonowatych (Gekkonidae).

## Zasięg występowania
Rodzaj obejmuje gatunki występujące w Namibii, Angoli i Południowej Afryce. 

## Systematyka
Rodzaj zdefiniował w 1869 roku niemiecki zoolog Wilhelm Peters w artykule poświęconym nowym rodzajom i gatunkom jaszczurek, opublikowanym na łamach „Monatsberichte der Königlichen Preussische Akademie des Wissenschaften zu Berlin”. Gatunkiem typowym jest (oznaczenie monotypowe) Rhoptropus afer. 

### Etymologia
- Rhoptropus: gr. ῥοπτρον rhoptron ‘kij, maczuga, pałka’[5]; πους pous, ποδος podos ‘stopa’[6].
- Dactychylikion: gr. δακτυλος daktulos ‘palec’; κιλικιον kilikion ‘filc’[2]. Gatunek typowy (oznaczenie monotypowe): Dactychylikion braconnieri Thominot, 1878 (= Rhoptropus afer Peters, 1869).

### Podział systematyczny
Do rodzaju należą następujące gatunki:
- Rhoptropus afer Peters, 1869
- Rhoptropus barnardi Hewitt, 1926
- Rhoptropus benguellensis Mertens, 1938
- Rhoptropus biporosus FitzSimons, 1957
- Rhoptropus boultoni Schmidt, 1933
- Rhoptropus bradfieldi Hewitt, 1935
- Rhoptropus diporus Haacke, 1965
- Rhoptropus montanus Laurent, 1964
- Rhoptropus nivimontanus Parrinha, Marques, Tiutenko, Heinicke, Bauer & Ceríaco, 2025
- Rhoptropus taeniostictus Laurent, 1964